# Efecto Hall cuántico fraccionario
El efecto Hall cuántico fraccionario (EHCF) es un fenómeno físico en el que la conductancia Hall de electrones 2D muestra precisamente mesetas cuantificadas en valores fraccionarios de {\displaystyle e^{2}/h}. Es propiedad de un estado colectivo en que los electrones enlazan las líneas de flujo magnético con nuevas cuasipartículas, y las excitaciones tienen una carga elemental fraccionaria y posiblemente también estadística fraccional.
El EHCF fue descubierto experimentalmente en 1982 por Daniel C. Tsui y Horst Störmer, en experimentos realizados en heteroestructuras de arseniuro de galio desarrolladas por Arthur Stone Gossard. Robert B. Laughlin, Tsui y Störmer fueron galardonados con el Premio Nobel de física de 1998 por el descubrimiento y la explicación del EHCF.

## Introducción
El EHCF es un comportamiento colectivo en algún sistema bidimensional de electrones. En campos magnéticos particulares, el gas de electrones se condensa en un notable estado líquido, que es muy delicado, pues requiere de material de alta calidad con una concentración baja de portadores de carga y las temperaturas extremadamente bajas. Como en el efecto Hall cuántico entero, una serie de mesetas forman la resistencia de Hall. Cada valor particular del campo magnético corresponde a un factor de relleno (la proporción de electrones a cuantos de flujo magnético):

{\displaystyle \nu =p/q,\ }

donde p y q son números enteros sin factores comunes. Aquí q resulta para ser un número impar, con la excepción de dos factores de llenado 5/2 y 7/2. Las series principales de esas fracciones son:

{\displaystyle {1 \over 3},{2 \over 5},{3 \over 7},{\mbox{etc.,}}}

y

{\displaystyle {2 \over 3},{3 \over 5},{4 \over 7},{\mbox{etc.}}}

Se dieron varios pasos importantes en la teoría EHCF.
- Estados de Laughlin y cuasipartículas cargadas fraccionariamente: esta teoría, propuesta por Laughlin, se basa en funciones de onda prueba exactas para el estado base en la fracción {\displaystyle 1/q} así como en sus excitaciones cuasipartícula y cuasiagujero. Las excitaciones tienen carga fraccionaria de magnitud {\displaystyle e^{*}={e \over q}}.

- Estadísticas de intercambio fraccional de cuasipartículas: Bertrand Halperin conjeturó y Daniel Arovas, J. R. Schrieffer y Frank Wilczek demostraron, que las excitaciones de cuasipartículas cargadas fraccionariamente de los estados de Laughlin son axiones con ángulo de estadística fraccionaria {\displaystyle \theta ={\pi  \over q}}; la función de onda adquiere el factor de fase {\displaystyle e^{i\theta }} (junto con un factor de fase de Aharonov-Bohm) cuando se intercambian cuasipartículas idénticas en un sentido antihorario. Un experimento reciente parece dar una clara demostración de este efecto.[2]

- Estados de jerarquía: esta teoría fue propuesta por Duncan Haldane y aclarada más tarde por Halperin, para explicar las fracciones de relleno observados no producidas en los estados de Laughlin {\displaystyle \nu =1/q}. A partir de los estados de Laughlin, nuevos estados en diferentes rellenos pueden estar formados por condensación de cuasipartículas en sus propios estados de Laughlin. Los nuevos estados y sus rellenos están limitados por las estadísticas fraccionarias de las cuasipartículas, produciendo por ejemplo, {\displaystyle \nu =2/5} y {\displaystyle 2/7} del estado de Laughlin {\displaystyle \nu =1/3}. Asimismo la construcción de otra serie de nuevos estados por condensación de cuasipartículas de la primera serie de nuevos estados y así sucesivamente, produce una jerarquía de estados que abarcan todas las fracciones de relleno de denominador impar. Esta idea ha sido validada cuantitativamente,[3] y saca las fracciones observadas en un orden natural. El modelo de plasma original de Laughlin se extendió a los estados de jerarquía por MacDonald y otros.[4]

- Fermiones compuestos: esta teoría fue propuesta por Jain y ampliada por Halperin, Lee y Read. La idea básica de esta teoría es que como resultado de las interacciones repulsivas, dos (o, en general, un número incluso de) vórtices son capturados por cada electrón, formando cuasipartículas cargadas enteras llamadas fermiones compuestos. Los estados fraccionales de los electrones se entienden como el entero EHC de fermiones compuestos. Por ejemplo, esto hace que los electrones en factores de relleno 1/3, 2/5, 3/7, etc. se comporten de la misma manera que en el factor de relleno 1, 2, 3, etc. Se han observado fermiones compuestos, y la teoría ha sido parcialmente verificada por experimentos y cálculos de ordenador. Los compuestos de fermiones son válidos más allá del efecto Hall; cuántico por ejemplo, el factor de relleno 1/2 corresponde a cero campo magnético para fermiones compuestos, resultando en su mar de Fermi. La teoría de fermión compuesto proporciona una descripción complementaria de los estados de Laughlin y de jerarquía. Esto da pruebas que las funciones de onda, aunque no idénticas a las producidas desde la imagen de la jerarquía (las funciones de onda para los estados de Laughlin son idénticas), están en la misma clase de universalidad, como se muestra por Read. No existen pruebas experimentales para estados Hall cuánticos que, incluso en principio, permiten confirmar la descripción de fermión compuesto, con exclusión de la descripción de la jerarquía.

El EHCF fue descubierto experimentalmente en 1982 por Daniel C. Tsui y Horst Störmer, en experimentos realizados en heteroestructuras de arseniuro de galio desarrolladas por Arthur Stone Gossard. Laughlin, Tsui y Störmer fueron galardonados con el Premio Nobel de 1998 por su trabajo.
Las cuasipartículas cargadas fraccionariamente no son ni bosones ni fermiones, y exhiben estadísticas axiónicas. El efecto Hall cuántico sigue siendo influyente en las teorías sobre el orden topológico. Ciertas fases de Hall cuántico parecen tener las propiedades adecuadas para construir un ordenador cuántico topológico.

## Evidencia de cuasipartículas cargadas fraccionariamente
Los Experimentos han dado resultados que apoyan específicamente el entendimiento que sí hay cuasipartículas cargadas fraccionalmente en un gas de electrones en condiciones EHCF.
En 1995, se midió la carga fraccional de cuasipartículas Laughlin directamente en un electrómetro antipunto cuántico en la Universidad de Stony Brook, Nueva York. En 1997, dos grupos de físicos del Instituto Weizmann de Ciencias en Rejovot, Israel y en el laboratorio Commissariat à l'énergie atomique cerca de París, detecta estas cuasipartículas que llevan una corriente eléctrica, a través de la medición ruido de disparo cuántico. Estos experimentos son algo controvertidos.
Un experimento más reciente (2004), que mide la carga de cuasipartícula muy directamente, aparece irreprochable.

## Impacto de efecto Hall cuántico fraccionario
El EHCF muestra los límites de la teoría de simetría rota de Landau. Previamente, durante mucho tiempo, se creyó que la teoría de simetría rota, podría explicar todos los conceptos importantes y propiedades esenciales de todas las formas de la materia. Según este punto de vista, lo único que hacer es aplicar la teoría de simetría rota, a todos los diferentes tipos de fases y transiciones de fase. Desde esta perspectiva, podemos entender la importancia del EHCF descubierto por Tsui, Stormer y Stone Gossard.
Diferentes estados HCF tienen la misma simetría y no pueden ser descrito por la teoría de simetría rota.
Por lo tanto los estados HCF representan nuevos estados de la materia que contienen un nuevo tipo de orden: orden topológico. La existencia de líquidos HCF indica que existe todo un mundo nuevo, más allá del paradigma de la simetría rota, que espera ser explorado. El efecto HCF abrió un nuevo capítulo en la física de materia condensada. El nuevo tipo de órdenes representado por estados HCF enriquecen enormemente nuestro comprensión de las fases de cuanto y de las transiciones de fase cuántica. La carga fraccionada asociada, estadísticas fraccionales, estadísticas no abelianas, estados de borde quiral, etc. demuestran el poder y la fascinación de emergencia en sistemas de muchos cuerpos.